# Henry Sutton
Henry Cecil Sutton (født 26. september 1868, død 24. maj 1936) var en britisk sejler, som deltog i OL 1908 i London.
Sutton var besætningsmedlem på båden Cobweb, som hans svoger Blair Cochrane var styrmand på, og som var et af de fem fartøjer i 8-meter klassen ved legene i 1908. Cobweb vandt de to første af tre sejladser og blev dermed sikker vinder. Svenske Vinga blev nummer to og britiske Sorais nummer tre. Med i Cobweb var desuden John Rhodes, Arthur Wood og Charles Campbell.
Sutton var søn af Richard Sutton, som havde sejlet America's Cup i 1885. Selv var han uddannet på Radley College, og han blev commodore i Royal Victoria Yacht Club, hvilket hans far også havde været.